# Liste der Baudenkmäler in Brüggen
Die Liste der Baudenkmäler in Brüggen enthält die denkmalgeschützten Bauwerke auf dem Gebiet der Gemeinde Brüggen im Kreis Viersen in Nordrhein-Westfalen (Stand: Dezember 2017). Diese Baudenkmäler sind in der Denkmalliste der Gemeinde Brüggen eingetragen; Grundlage für die Aufnahme ist das Denkmalschutzgesetz Nordrhein-Westfalen (DSchG NRW).

| Bild                                                   | Bezeichnung                                            | Lage                                                | Beschreibung | Bauzeit                           | Eingetragen seit   | Denkmal- nummer |
| ------------------------------------------------------ | ------------------------------------------------------ | --------------------------------------------------- | --- | --------------------------------- | ------------------ | --------------- |
| ehem. Schule mit Lehrerwohnung                         | ehem. Schule mit Lehrerwohnung                         | Bracht Altkevelaer Straße 12/14 Karte               | Um 1920; ehem. Schule; Backstein, 2-geschossiger Winkelbau mit geschweiften Blendgiebeln. | um 1920                           | 11. März 1985      | 27              |
| St.-Josefs-Säule                                       | St.-Josefs-Säule                                       | Born An der Kreuzstraße Karte                       | Ende 19. Jh.; Sandstein, Josephs-Figur mit Kind, Sockel mit neugotischen Schmuckformen. | Ende des 19. Jahrhunderts         | 11. März 1985      | 17              |
| Kapelle in der Sektion Boerholz                        | Kapelle in der Sektion Boerholz                        | Bracht Boerholz Karte                               | Backsteinkapelle auf rechteckigem Grundriss, gemäß Inschriftstein errichtet 1890 als Ersatz für einen Vorgängerbau aus dem Jahr 1699. Vorne und seitlich Spitzbogenöffnungen, der Eingang mit bauzeitlicher zweiflügeliger Holztür; die Gebäudekanten werden durch leicht überhohte Eckpfeiler betont; über dem Eingang ein Giebelkreuz. Kupferdach aus den 1990er Jahren; an drei Seiten alte schmiedeeiserne Einfriedung (nach vorn erneuert). Im Inneren kunsthistorisch wertvolles Vesperbild, Eiche mit Resten der ursprünglichen Fassung, H. 48 cm, um 1480 entstanden. Der rechte Fuß des Heilandes bis zum Wadenansatz sowie der rechte Unterarm früher ergänzt, an der Plinthe rechts und links ein Stück abgebrochen. – Laut Pfarrchronik, S. 22 soll das Andachtsbild aus dem Wachtendonker Kloster stammen. Bei einer Restaurierung 1968 durch den Landeskonservator wurde die Originalfassung freigelegt bzw. beim Inkarnat Christi eine Zweitfassung. Das Gewand Mariens und das Leichentuch, der Körper Christi und der Kopf der Mutter Gottes retuschiert. – Die kniende Muttergottes neigt sich dem Leichnam Christi zu, dessen Kopf auf ihrem rechten vorgestellten Knie ruht und von ihrer rechten Hand gehalten wird, während sie mit ihrer Linken den linken Arm Christi umgreift, dessen Körper zum Boden hinabgesunken ist. Die ganze Gruppe ist umgeben von dem fülligen Gewand Mariens. – Im Typus (mit der vor dem Sohn knienden und ihn zugleich stützenden Gottesmutter) verwandt mit den Vesperbildern in Siegburg–Wolsdorf, Bedburg, Kr. Kleve und Rheinberg. Stilistisch jedoch eher einer nach Köln zu lokalisierenden Gruppe nahestehend, wie die Vesperbilder aus Bergheim (Pfarrkirche) und vor allem aus dem Schnütgen-Museum in Köln. Als Kapelle der Sektion Börholz ist das Gebäude bedeutend für Brüggen. Als anschauliches und lebendiges Zeugnis der Volksreligiösität besteht an der Erhaltung und Nutzung aus volkskundlicher und im Bezug auf das Vesperbild, künstlerischen Gründen ein öffentliches Interesse. | 1890                              | 9. November 2006   | 62              |
| Wohnstallhaus                                          | Wohnstallhaus                                          | Bracht Boerholz 14 Karte                            | Gegenstand der Eintragung ist das giebelständige Wohnstallhaus ohne den traufständigen Querbau und ohne den rückwärtig angebauten Schuppen. | unbekannt                         | 7. Mai 2002        | 57              |
| ehem. Hofanlage (Wohn- u. Stallgebäude)                | ehem. Hofanlage (Wohn- u. Stallgebäude)                | Bracht Boerholz 83 Karte                            | Die ehemalige Hofanlage Börholz 83 besteht aus einem Wohnstallhaus und einer quer davor gelagerten Scheune. Beide Bauten gehen in ihrer Substanz schätzungsweise auf das 18. Jahrhundert zurück, sind aber im Laufe des 19. Jahrhunderts verändert worden. Der grundsätzliche Charakter ist dabei nicht verloren gegangen; dazu kommen der Kaminblock und die Opkammer. Eine spätere Veränderung im Innern ist das Versetzen eines Ständers im Wohnteil; nach Angaben der Eigentümer war dies für das Einrichten eines Webstuhls notwendig. Der Stall ist in jüngerer Zeit verkleidet worden, jedoch hat sich dahinter die alte Substanz erhalten. Die Hofanlage stellt – gerade in der inneren Struktur des Haupthauses – ein lebendiges Zeugnis bäuerlicher Lebensweise dar. Wie sie bis in das 19. Jahrhundert für den Niederrhein typisch war. Bemerkenswert ist, dass hier im Gegensatz zu vielen anderen Fällen noch die ursprüngliche Zuordnung vom Wohnstallhaus und Scheune in ihrer typischen Ausprägung besteht. Als Bestandteil einer Bauerzeile entlang des Mühlenbaches, einer für die Landschaft typischen historischen Siedlungsform, kommt dem Hof darüber hinaus siedlungsgeschichtlicher Dokumentationscharakter zu. Die o. g. Hofanlage ist bedeutend für die Geschichte des Menschen wie für die Siedlung Börholz. Für ihre Erhaltung und Nutzung liegen wissenschaftliche und volkskundliche Gründe vor. | 18. Jh.                           | 10. Mai 1995       | 52              |
| Kriegerdenkmal                                         | Kriegerdenkmal                                         | Born An der Kirche Karte                            | 1918; Muschelkalk mit Bronzerelief und Inschrift. | 1918                              | 11. März 1985      | 21              |
| Wohnhaus                                               | Wohnhaus                                               | Born Born 34 Karte                                  | 1857; eingeschossig, giebelständig, Backstein mit Ankersplinten, Sockel verputzt. | 1857                              | 11. März 1985      | 24              |
| Wohnhaus/Gasthaus                                      | Wohnhaus/Gasthaus                                      | Born Born 41/43 Karte                               | Nr. 43: Um 1800; ehem. Backstein-Hofanlage, Wohnhaus: 1-geschossig, in 4 Achsen, Backsteinlisenen und Backsteinnebengebäude, Krüppelwalmdach. | um 1800                           | 11. März 1985      | 22              |
| weitere Bilder                                         | St.-Peter-Kirche                                       | Born Born 45 Karte                                  | 1433–57, 1466–67; ursprünglich 1-schiffige, später 3-schiffig erweiterte Backstein Hallenkirche mit Kreuzrippengewölbe, polygonaler Chorschluss und 3-geschossiger vorgesetzter Westturm von 1467; Langhaus im 19. Jh. mit Tuff ummantelt; spätromanischer Taufstein, Barockaltäre und -kanzel, Chorgestühl des 18. und Ausstattung des 19. Jh. erhalten. | 1433–57, 1466–67                  | 11. März 1985      | 20              |
| ehem. Schule                                           | ehem. Schule                                           | Born Born 46 Karte                                  | A. 19. Jh.; Backstein, 1-geschossig in 7 Achsen; 1 Achse vermauert. | Anfang des 19. Jahrhunderts       | 11. März 1985      | 25              |
| Pfarrhaus                                              | Pfarrhaus                                              | Born Born 51 Karte                                  | 1862; Backstein, 2-geschossig in 4:4 Achsen. | 1862                              | 11. März 1985      | 23              |
| weitere Bilder                                         | Gasthaus u. Hotel (Borner Mühle)                       | Born Borner Mühle Karte                             | um 1800; 18./20. Jh.; 2-geschossiger Backsteinbau mit Ankersplinten, rechter Trakt neu ergänzt; vor der Mühle Wegekreuz des 18./20. Jh., Holzkreuz mit Holzkorpus. | um 1800                           | 11. März 1985      | 19              |
| Mariensäule nähe der Kirche                            | Mariensäule nähe der Kirche                            | Born Borner Feld Karte                              | 1884; Sandsteinsockel in neugotischen Schmuckformen mit Marienfigur. | 1884                              | 11. März 1985      | 18              |
| Wohnhaus                                               | Wohnhaus                                               | Brüggen Borner Straße 35 Karte                      | Gegenstand der Eintragung ist das Wohnhaus und der eingeschossige Kontoranbau. Der moderne Anbau der 1980er Jahre sowie die an der Ostseite des Gebäudes angebauten überdachten Stellplätze sind nicht Teil des Denkmals. | unbekannt                         | 1. Oktober 2002    | 58              |
| Hagelkreuzkapelle                                      | Hagelkreuzkapelle                                      | Brüggen Borner Straße – Hagelkreuzweg Karte         | Die verputzte, um 1900 entstandene Kapelle geht auf ein Hagelkreuz zurück, welches an dieser Stelle um 1730 entstanden ist. Die Kapelle ist in ihrer Vermischung der Stilformen (neugotische Nische, neubarocker Schweifgiebel, Jugendstilornamente) dem Eklektizismus zuzurechnen. Im Inneren der Kapelle befindet sich ein zeitgenössischer hölzerner Kruzifixus in 2/3 Lebensgröße ohne Polychromierung. | 1900                              | 5. Januar 1988     | 38              |
| weitere Bilder                                         | ehem. Windmühle                                        | Bracht Brachter Mühle 20 Karte                      | 19. Jh.; Backstein, Mühlenturm ohne Flügel, 4-geschossig mit Rundfenstern; modern umgebaut. | 19. Jh.                           | 11. März 1985      | 30              |
| Grabkreuz                                              | Grabkreuz                                              | Bracht Breyeller Straße – Ecke Kahrstraße Karte     | 1620; Kreuz mit Inschrift und Jahreszahl | 1620                              | 11. März 1985      | 28              |
| Seniorenheim ehem. Kastell                             | Seniorenheim ehem. Kastell                             | Bracht Brüggener Straße 49 Karte                    | A. 18. Jh.; ehem. Kastell; erhalten der rechte Flügel; 2-geschossig in nicht durchgezogenen Achsen, verputzt, Tür: Kalksteingewände, Mansardwalmdach, rückwärtig späterer vorgesetzter 2-achsiger Risalit. | Anfang des 18. Jahrhunderts       | 11. März 1985      | 29              |
| Wohn- u. Geschäftshaus (alte Mühle)                    | Wohn- u. Geschäftshaus (alte Mühle)                    | Brüggen Burgwall 1 + 3 Karte                        | 18. 19. Jh.; Backstein mit Ankersplinten, Walmdach rückwärtige Seite im linken Teil verputzt mit Blausteintürrahmung und Treppe, verputztes Tor mit Blausteinrahmung, links dazugehörig Wegekapellchen. Rückwärtig die Alte Brüggener Mühle. | 18. J.                            | 11. März 1985      | 1               |
| Burg Brüggen                                           | Burg Brüggen                                           | Brüggen Burgwall 2 Karte                            | 13.–17. Jh.; ehem. Wasseranlage 3-geschossig, Hauptburg (13. Jh.) mit Walmdach und seitlichem Rundturm, Reste der Vorburg aus dem 15. Jh. Mit Torbogen und Ringmauer erhalten sowie das auf quadratischen Grundriss errichtete Torhaus; Aufstockung der Hauptburg und Überarbeitung der Gesamtanlage im 17. Jh. | 13. – 17. Jahrhundert             | 11. März 1985      | 2               |
| Reste der ehem. Umfestungsmauer                        | Reste der ehem. Umfestungsmauer                        | Brüggen Burgweiherplatz (Burg Brüggen) Karte        | Bei den Mauerresten handelt es sich um zwei nicht miteinander verbundene Teilstücke der sich ehemals an der Burg anschließenden Ortsbefestigung. Nach der Tranchot-Karte stand diese in unmittelbarem Zusammenhang mit der Burg. Die Mauerreste belegen die damalige Ausdehnung der Burganlage einschließlich Ortsbefestigung. Weitere Teilstücke außerhalb der eigentlichen, ebenfalls denkmalgeschützten Burganlage sind nicht mehr vorhanden. Ihre Erhaltung ist bedeutsam für die Brüggener Ortsgeschichte. | 13. – 17. Jahrhundert             | 16. März 1992      | 51              |
| Jüdischer Friedhof Christenfeld                        | Jüdischer Friedhof Christenfeld                        | Bracht Christenfeld Karte                           | Auf dem jüdischen Friedhof befinden sich 15 Grabsteine und 5 Sockel. Die Begräbnisordnung datiert auf den 1. Aug. 1883 und wurde am 8. Sept. 1883 genehmigt. In ihr ist festgelegt, dass der Begräbnisplatz 52 Meter lang und 13,20 Meter breit ist. Er ist in 6 Felder aufgeteilt, deren Grabzahl aber nicht genannt ist. Der Abstand zwischen den einzelnen Gräbern sollte mindestens 0,30 Meter betragen. Der Friedhof muss heute als komplett belegte Grabstätte betrachtet werden, da nicht feststellbar ist, ob sich auf den freien Flächen keine Gräber befinden. Aus den vorhandenen Merkmalen ist zu ersehen, dass die letzte Bestattung im Jahr 1926/28 stattfand. Die Grabsteine lässt man bewusst verwittern, als Symbol für die Vergänglichkeit des Menschen. Der Friedhof ist der letzte materielle Rest der jüdischen Gemeinde Bracht, die bereits seit dem 18. Jahrhundert existierte. Er ist bedeutend für die Geschichte des Ortes Bracht. | 1883                              | 16. März 1992      | 50              |
| Schloss Dilborn (Nebengebäude mit Turmbau und Kapelle) | Schloss Dilborn (Nebengebäude mit Turmbau und Kapelle) | Brüggen Dilborner Straße 65 Karte                   | Die Eintragung umfasst den nördlichen Teil eines um 1752 errichteten Nebengebäudes des eigentlichen, angeblich im 19. Jahrhundert abgebrochenen Schlosses bestehend aus dem dortigen Turmbau und der 1967 von Vinzenz Statz errichteten Kapelle sowie einem östlichen Anbau von ca. 1830. Der Bau ist bedeutend für die Geschichte des Menschen und für die Siedlungsgeschichte des Brüggener Raumes. Für die Erhaltung und Nutzung liegen künstlerische und wissenschaftliche, insbesondere architektur- und ortsgeschichtliche Gründe vor. Die künstlerischen Gründe schließen insbesondere die Ausstattung der Kapelle ein. | 1752                              | 5. Juni 1991       | 46              |
| Ehrenmal Kurt Schwippert Friedhof Brüggen              | Ehrenmal Kurt Schwippert Friedhof Brüggen              | Brüggen Friedhof Brüggen Karte                      | Entstehungsjahr: 1925–27; 1953 (Wiederaufstellung) Künstler: Kurt Schwippert Durch Vermittlung des Bildhauers Heinrich Nauen erhielt Kurt Schwippert 1925 den Auftrag für ein Kriegerehrendenkmal in der Gemeinde Brüggen. Dies war der erste öffentliche Auftrag für den in Solingen geborenen Künstler (1909–1983), seinerseits noch Schüler in der Meisterklasse von Richard Langer an der Kunstakademie in Düsseldorf. In den folgenden Jahrzehnten wurde der Bruder des vier Jahre älteren Architekten Hans Schwippert einer der bedeutenden Bildhauer des 20. Jahrhunderts in Deutschland, Lehrer an verschiedenen Werkkunstschulen, Professor, Träger vieler Auszeichnungen etc., dessen Schaffen in zahlreichen Ausstellungen und Publikationen dargestellt und gewürdigt ist. Das Ehrenmal, ausgeführt als rötlicher Steinguss, ist laut Werkverzeichnis insgesamt ca. 175 cm hoch und misst in größter Ausdehnung ca. 100 cm Breite. Ursprünglicher Aufstellungsort war die Burg in Brüggen. Es handelt sich um eine allansichtige „Rundplastik, drei... Männer zu einer Kernkomposition vereint, die durch drei Straßen vorgegeben war, die auf den ursprünglichen Standort der Plastik zuliefen.“ Die Plastik ist dabei oberhalb der zugehörigen dreieckigen Bodenplatte (der gemauerte Sockel darunter erneuert) stilistisch zweigeteilt. Die Körper der drei Männer, in Kopf- und Brustbereich in weichen naturalistischen Formen dargestellt, gehen im unteren Teil in expressionistisch-prismatische Körper über, die aus der geknickten Bein- und Körperhaltung des Niedersinkens (oder auch: des Emporsteigens) entwickelt sind. Die Haltungen entsprechen denen früherer Werke von Schwippert, die „Schmerz“ oder „Auferstehender“ betitelt sind, womit auch der Ausdrucksgehalt der Brüggener Figuren umschrieben ist. „Während die Körper der drei Gestalten und ihr Ausdruck, weit entfernt von allem Heldenpathos, eine außerordentlich sensitive, lyrisch-friedliche und bei diesem Denkmal trostreiche Haltung zur Geltung bringen, bildet der scharfgratige, prismatische und dynamische untere Teil dazu einen heftigen Kontrast. In diesem von der Vorstellung des Widerstreits abstrakter Kräfte bestimmten Formbereich scheint gleichsam die Heftigkeit des Kriegsgetümmels nachzuhallen. Umso überzeugter wirkt die große Ruhe der gegeneinander gelehnten Toten im oberen Teil des Denkmals“ (Werkverzeichnis K.S., S. 26). Das Brüggener Ehrenmal repräsentiert den in den 1920er Jahren durchaus verbreiteten Typus des un- bzw. sogar anti-heroischen Soldaten zugesprochene Eigenschaften. Verbunden mit seiner avancierten Formgebung, die schon diesem Frühwerk den bedeutenden Künstler widerspiegelt, gab es schon bei seiner Aufstellung 1927 Akzeptanzschwierigkeiten. 1937 wurde es von den Nationalsozialisten als „entartet“ abgeräumt und durch ein neues Ehrenmal ersetzt. Durch persönliche Initiativen konnte es nach dem Zweiten Weltkrieg sichergestellt und 1953 als Bestandteil einer neuen Ehrenanlage wiederaufgebaut werden (zur Rezeptionsgeschichte ausführlich s. den untenstehenden Auszug aus Nabrings 1996). Auch wenn Steingusstechnik und der zumindest teilweise stark expressionistische Stil bei Kurt Schwippert später keine nennenswerte Rolle mehr spielten, also eher den Frühwerkcharakter des Brüggener Ehrenmals unterstreichen, fügt es sich insgesamt doch nahtlos in das bedeutende Schaffen dieses Bildhauers ein. Insbesondere die Auseinandersetzung mit der stehenden menschlichen bzw. aufgerichteten Figur, die geschlossene Komposition und der anti-monumentale Habitus der eher unterlebensgroßen Figuren ziehen sich als roter Faden durch sein Œuvre und sind auch in Brüggen prägend. Als künstlerisch anspruchsvolles Ergebnis des öffentlichen Auftrags für einen bekannten Künstler in Verbindung mit seiner in der Geschichte des 20. Jahrhunderts verwurzelten Rezeptions- und Aufstellungsgeschichte ist das Ehrenmal in Brüggen bedeutend für die Geschichte des Menschen und für Brüggen. An seiner Erhaltung besteht aus den dargelegten künstlerischen und wissenschaftlichen, hier kunstgeschichtlichen Gründen ein öffentliches Interesse. Es handelt sich daher gemäß § 2 (1) Denkmalschutzgesetz um ein Baudenkmal. | 1925–27                           | 16. September 2005 | 60              |
| Wegekreuz                                              | Wegekreuz                                              | Lüttelbracht Genholter Straße Karte                 | 1890; Sandstein, verputzt, Sockel mit Inschrift, Kreuz mit Korpus. | 1890                              | 11. März 1985      | 3               |
| Wohnhaus u. Wegekreuz                                  | Wohnhaus u. Wegekreuz                                  | Haverslohe Haverslohe 24 Karte                      | Wohnhaus: M. 18. Jh.; 1844; ehem. Hofanlage; Wohnhaus; Backstein, 1-geschossig mit Krüppelwalmdach 1844 verändert. Wegekreuz: 19. Jh./1902; Werksteinsockel mit Inschrift (1902), Kreuz mit Korpus aus Blaustein. | Wegekreuz: 1902, Wohnhaus: 1844   | 11. März 1985      | 26              |
| Wegekreuz                                              | Wegekreuz                                              | Bracht Heidhausener Straße Karte                    | Das Wegekreuz an der Straße von Heidhausen nach Bracht besteht aus einem stehenden Postament aus Granit in einfachen neugotischen Formen und einem bekrönenden Kreuz mit Christusfigur. Am Sockel ist eine Inschrifttafel mit der Jahreszahl „1903“ angebracht, darüber befindet sich frontal eine zweite Platte mit der Inschrift „So hat Gott die//Welt geliebt//so hasset Gott//die Sünde//Mein Jesus//Barmherzigkeit//100 Tage Ablass“. Das durch den Viersener Bildhauer Sommer gestaltete Kreuz ersetzte ein älteres, morsch gewordenes Holzkreuz, das um 1814/15 zum Gedenken an den Sieg über Napoleon errichtet worden war. Der Standort dieses ersten Heidhausener Kreuzes befand sich etwa gegenüber dem jetzigen. Für die Erneuerung fand eine Haussammlung in den Honschaften statt. Das Grundstück stellte die Firma Le Grand zur Verfügung. Die ungewöhnliche Zeitspanne zwischen Errichtung am 10. Okt. 1903 und Weihe am 12. Juni 1904 wird damit erklärt, dass sich der Brachter Pfarrer zunächst weigerte, die Weihe vorzunehmen, da das Kruzifix nicht zur Kirche, sondern nach Heidhausen zeigt. Eine ursprünglich vorhandene Einfriedung durch ein Eisengitter wurde anlässlich der Flurbereinigung 1959/60 beseitigt. Als Zeugnis der Volksfrömmigkeit und historische Identifikationszeichen für den Ort Heidhausen ist das Wegekreuz an der Heidhausener Straße bedeutend für Brüggen. An seiner Erhaltung besteht aus den dargelegten ortsgeschichtlichen Gründen ein öffentliches Interesse. | unbekannt                         | 19. Mai 2003       | 59              |
| St.-Rochus-Kapelle                                     | St.-Rochus-Kapelle                                     | Brüggen Herrenlandstraße Karte                      | 1855; verputzt, 1-schiffig mit dreiseitigem Chorschluss, Backstein-Verzierung in neugotischen Formen. | 1855                              | 11. März 1985      | 4               |
| Jüdischer Friedhof                                     | Jüdischer Friedhof                                     | Brüggen Herrenlandstraße Karte                      | Auf dem jüdischen Friedhof sind noch 5 Grabsteine vorhanden. Die Begräbnisordnung ist auf den 8. Sept. 1885 datiert. Der Belegungsplan sah zwei Leichenfelder vor, die jeweils in zwei Reihen zu je 12 Gräber aufgestellt waren. Die Felder sind durch einen Mittelweg getrennt, der genau in Nord-Süd-Richtung verläuft. Die letzte Bestattung ist auf das Jahr 1930 zurückzuführen. Die Wiederbelegung der Grabstätten ist ausgeschlossen. Die Grabsteine lässt man bewusst verwittern, als Symbol für die Vergänglichkeit des Menschen. Der Friedhof gehört zu den letzten materielle Resten der jüdischen Gemeinde Brüggen, die bereits seit dem 18. Jahrhundert existierte. Er ist bedeutsam für die Brüggener Ortsgeschichte. | 1885                              | 16. März 1992      | 49              |
| Israelischer Begräbnisplatz                            | Israelischer Begräbnisplatz                            | Brüggen Hochstraße Karte                            | Auf dem israelischen Begräbnisplatz befinden sich noch 5 Grabsteine. Anhand der Grabinschriften fand die letzte Bestattung im Jahr 1851 statt. | 1851                              | 16. März 1992      | 48              |
| Wohnhaus                                               | Wohnhaus                                               | Brüggen Hochstraße 2 / Roermonder Straße 1 Karte    | Mitte des 19. Jh.; 2-geschossiges Eckhaus mit Mezzanin; in 8:3 Achsen, Backstein, rechts Toreinfahrt. | Mitte des 19. Jahrhunderts        | 11. März 1985      | 5               |
| Wohn- u. Geschäftshaus (ehem. Birxhof)                 | Wohn- u. Geschäftshaus (ehem. Birxhof)                 | Brüggen Hochstraße 6 + 8 / Drosselweg 13 + 15 Karte | 1663; ehemalige, 3-flügelige Hofanlage, Nr. 6: 2-geschossig, Nr. 8: ehemaliger Scheunentrakt, 1-geschossig mit Ankersplinten, rückwärtig Backsteinscheune, Durchbaumaßnahme 1982. | 1663                              | 11. März 1985      | 6               |
| ehem. Ortsgefängnis                                    | ehem. Ortsgefängnis                                    | Brüggen Hochstraße 18 Karte                         | Das ehemalige Ortsgefängnis, nach den Unterlagen des Kreisarchivs Viersen im Jahre 1913 erbaut, ist ein kleiner Backsteinbau mit Pultdach im Hof des Grundstückes Hochstraße 18 im Ortsteil Brüggen. Das kleine Gebäude besitzt drei Räume, von denen der mittlere durch eine Außentür zugänglich ist. Die seitlichen Räume sind die ehemaligen Zellen. Nach den im Kreisarchiv vorhandenen Unterlagen befand sich im mittleren Raum ehemals ein Abtritt, der aber nicht mehr vorhanden ist. Möglicherweise hat es hier aber in der Bauausführung eine Änderung gegeben, da der dort vorhandene Ofen und die seitlichen Gitteröffnungen, die vermutlich der Erwärmung der Zellen dienen sollten, augenscheinlich dem Originalzustand entsprechen. Auch im Übrigen ist das Bauwerk weitgehend im Originalzustand erhalten. Erwähnenswert sind die ursprüngliche Eingangstür, die beiden Zellentüren mit ihren Sichtklappen und die Gitterfenster. Das Gebäude ist bedeutend für die Geschichte des Menschen und des Ortes Brüggen, weil es ein selten gewordenes Zeugnis für Rechtspflege und Polizeiverwaltung auf örtlicher Ebene darstellt. Erhaltung und Nutzung liegen vor allem aus wissenschaftlichen, insbesondere ortsgeschichtlichen und rechtsgeschichtlichen Gründen im öffentlichen Interesse. | 1913                              | 3. Juni 1996       | 53              |
| Wohnhaus                                               | Wohnhaus                                               | Brüggen Hochstraße 28 Karte                         | Erste Hälfte 19. Jh.; 2-geschossig mit 3 Achsen. | Erste Hälfte des 19. Jahrhunderts | 11. März 1985      | 7               |
| weitere Bilder                                         | St.-Mariä-Himmelfahrt-Kirche                           | Bracht Kirchplatz 9 Karte                           | 1484, 1831 (Turm und Westbau); 3-schiffige Pseudobasilika in Backstein und Tuff, Kreuzrippengewölbe, Rokoko-Ausstattung aus der 1. H. des 18. Jh., 4-geschossiger, vorgesetzter Westturm von 1831, Inschrift über dem Portal, Kirchhof von Backsteinmauer umgeben mit Kreuzen des 17. und 18. Jh. | 1484, 1831                        | 11. März 1985      | 31              |
| Pfarrhaus                                              | Pfarrhaus                                              | Bracht Kirchplatz 10 Karte                          | 1753, 1857; 2-geschossig in nicht durchgezogenen Achsen, verputzt, Walmdach, 1857 Umbau, Chronogramm an 3 Seiten | 1753, 1857                        | 11. März 1985      | 32              |
| Wohn- u. Geschäftshaus (alte Mühle)                    | Wohn- u. Geschäftshaus (alte Mühle)                    | Brüggen Klosterstraße 11 Karte                      | Das Gebäude bildet mit dem Baudenkmal Burgwall 1 und 3 einen gemeinsamen Gebäudekomplex. 18./E. 19. Jh.; 3-geschossig in 8 Achsen, Mittelrisalit mit Giebel und Tor, EG leicht abgeböscht, Backstein mit Ankersplinten, Walmdach rückwärtige Seite im linken Teil verputzt mit Blausteintürrahmung und Treppe, verputztes Tor mit Blausteinrahmung, links dazugehörig Wegekapellchen. | 18. Jh.                           | 16. Oktober 1987   | 37              |
| Wohnhaus                                               | Wohnhaus                                               | Brüggen Klosterstraße 22 Karte                      | 1. H. 19. Jh.; 2-geschossig in 3 Achsen mit Toreinfahrt, verputzt mit Ankersplinten. | Erste Hälfte des 19. Jahrhunderts | 11. März 1985      | 9               |
| Wohn- u. Geschäftshaus                                 | Wohn- u. Geschäftshaus                                 | Brüggen Klosterstraße 24 Karte                      | 1. H. 19. Jh.; 2-geschossig mit 3 Achsen; Toreinfahrt, verputzt mit Ankersplinten | Erste Hälfte des 19. Jahrhunderts | 11. März 1985      | 10              |
| Wohn- u. Geschäftshaus                                 | Wohn- u. Geschäftshaus                                 | Brüggen Klosterstraße 26 Karte                      | 1760; 2-geschossiges Doppelhaus mit Mezzanin, in 2 und 5 Achsen, Ladeneinbau im Erdgeschoss und datiert im Türsturz, Fenster teilweise verändert. | 1760                              | 11. März 1985      | 11              |
| Wohnhaus                                               | Wohnhaus                                               | Brüggen Klosterstraße 28 Karte                      | 1760; 2-geschossiges Doppelhaus mit Mezzanin, in 2 und 5 Achsen | 1760                              | 21. März 1990      | 40              |
| Wohn- u. Gasthaus                                      | Wohn- u. Gasthaus                                      | Brüggen Klosterstraße 30 Karte                      | 1670, 1801; 2-geschossig, in nicht durchgezogenen Achsen, Rauh- und Quaderputzfassade aus dem Anfang des 20. Jh., Rundbogentür, Ankersplinte, Walmdach. | 1670, 1801                        | 11. März 1985      | 12              |
| Wohn- u. Gasthaus                                      | Wohn- u. Gasthaus                                      | Brüggen Klosterstraße 33 Karte                      | 1754; 2-geschossiges Doppelhaus in 2 und 3 Achsen (Nr. 33 + 35), verputzt, Walmdach im 20. Jh. verändert. | 1754                              | 11. März 1985      | 14              |
| Wohn- u. Geschäftshaus                                 | Wohn- u. Geschäftshaus                                 | Brüggen Klosterstraße 35 Karte                      | 1752; 2-geschossiges Doppelhaus in 2 und 3 Achsen, ehemalige Lateinschule und durch Ankersplinte datiert, Walmdach, im 20. Jh. verändert | 1752                              | 11. März 1985      | 15              |
| Rathaus (ehem. Kloster)                                | Rathaus (ehem. Kloster)                                | Brüggen Klosterstraße 38 Karte                      | 18. Jh./20. Jh.; ehem. Kreuzherrenkloster, 3-geschossig in 15:3 Achsen, verputzt mit Quadern, übergiebelter Mittelrisalit und Pilastergliederung, alte Türumrahmung. | 18. Jahrhundert / 20. Jahrhundert | 11. März 1985      | 13              |
| weitere Bilder                                         | St.-Nikolaus-Kirche                                    | Brüggen Klosterstraße 42 Karte                      | 1754 / 60; Saalkirche mit 3-seitigem Chorschluss aus Backstein, geschlämmt, Chortrakt erhöht und später an das Langhaus angefügt, größtenteils erhaltene Innenausstattung, Rokokostuckdecke. | 1754/60                           | 11. März 1985      | 8               |
| ev. Kirche                                             | ev. Kirche                                             | Bracht Königstraße 26 Karte                         | 1699; verputzter Saalbau mit Flachdecke, Frontgiebel mit Dachreiter, Rundbogenfenster mit Werksteingewänden, Ankersplinte mit Jahreszahl. | 1699                              | 11. März 1985      | 33              |
| Wohn- und Geschäftshaus                                | Wohn- und Geschäftshaus                                | Bracht Königstraße 8 Karte                          | 1651 / um 1905; Fachwerk verputzt, 2-geschossig, giebelständig mit Krüppelwalmdach; Putzfassade mit Holzgiebel um 1905 vorgeblendet, Jahreszahl in der Putzfassade. | 1651, um 1905                     | 11. März 1985      | 34              |
| Rathaus                                                | Rathaus                                                | Bracht Marktstraße 1 Karte                          | 1850; 2-geschossig in 5 Achsen, die 3 Mittelachsen leicht vorgezogen mit flachen Dreiecksgiebel, spätklassizistische Putzfassaden, Walmdach, Datierung im Türsturz. | 1850                              | 11. März 1985      | 35              |
| Gaststätte ehem. Hotel König                           | Gaststätte ehem. Hotel König                           | Bracht Marktstraße 2 Karte                          | Das Haus Marktstraße 2 liegt an städtebaulich prägender Stelle und bildet zusammen mit der evangelischen Kirche (1699), dem Rathaus (1850) und mehreren Geschäftshäusern das historische Zentrum von Bracht. Hinter dem Haus verläuft zudem der Verbindungsweg zur katholischen Pfarrkirche. Das zweigeschossige, um 1800 zu datierende Backsteingebäude besitzt zur Straße zwei Schaufassaden, deren symmetrische Gestaltung ein typisches Beispiel für die Architektur um 1800 darstellt. Durch die großen Rechteckfenster mit hellen Gewänden, die symmetrische Fensteraufteilung und die mittige Eingangstür mit leicht vorkragendem Sturz, trägt das in ländlich-klassizistischer Tradition stehende Gebäude repräsentative Züge. Im Zusammenspiel mit den umliegenden bereits erwähnten Bauten ist es als markantes, das historische Zentrum von Bracht prägender Baukörper unverzichtbarer Bestandteil des Ortsbildes. Veränderungen an dem vergleichsmäßig gut erhaltenen äußeren Erscheinungsbild des Gebäudes, wie das neue Türblatt (um 1930) oder der neue Dachstuhl, stellen seinen historischen Aussagewert und damit den Denkmalwert nicht in Frage. Das Haus Marktstraße 2 ist somit bedeutend für die Geschichte des Menschen im Allgemeinen und für die Orts- und Baugeschichte von Brüggen–Bracht im Speziellen. Für die Erhaltung und Nutzung liegen wissenschaftliche, städtebauliche und architekturgeschichtliche Gründe vor. Im modern ausgebauten Inneren finden sich keine historischen Spuren. Das Gebäudeinnere ist daher nicht Bestandteil des Denkmals. Die an die nördliche Giebelseite angrenzenden Anbauten gehören nicht zum Denkmal. | 1800                              | 30. Oktober 1990   | 42              |
| BW                                                     | Wohnhaus                                               | Brüggen Marktstraße 23 Karte                        | |                                   | 13. Oktober 2017   | 64              |
| Wohnhaus                                               | Wohnhaus                                               | Bracht Marktstraße 33 Karte                         | 1658; 19. Jh.; Backstein 2-geschossig, Holzgewände, rückwärtig steiles Schleppdach, Ankersplinte mit Jahreszahl, Fenster im Erdgeschoss völlig verändert. | 1658; 19. Jahrhundert             | 11. März 1985      | 36              |
| Backsteinwohnhaus                                      | Backsteinwohnhaus                                      | Bracht Marktstraße 35 Karte                         | Das zur Straße traufständige, zweigeschossige Backsteinwohnhaus mit Hohlpfanneneindeckung ist durch Ankersplinte auf das Jahr 1799 datiert. Es ist im Erdgeschoss vierachsig und im niedrigen Obergeschoss dreiachsig. Die großen rechteckigen Öffnungen im Erdgeschoss haben zweiflügelige Holzsprossenfenster mit Oberlicht in hölzernen Blockrahmen; zur Entlastung dienen halbrunde Bögen. Zur Eingangstür in der 2. Achse von links führt eine vierlagige Treppe. Ein jüngeres Putzgewände bildet die Einfassung der Türöffnung. Die kleineren Rechteckfenster im Obergeschoss – in dieser Größe erst aus dem 19. Jahrhundert – haben ebenfalls Holzsprossenfenster. Den Keller belüften drei unterschiedlich große Luken, die zum ursprünglichen Bestand zählen. Die südliche Giebelwand ist verputzt und mit insgesamt 5 unregelmäßig verteilten Öffnungen versehen. Direkt am Giebel sitzt ein Schornstein, ein zweiter in Dachmitte. Beide deuten auf zumindest noch in Resten vorhandene ursprüngliche Feuerungsstellen hin. Die schlichte Hoffassade enthält im Erdgeschoss zwei große Küchenfenster, die Hoftüre und einen provisorischen, offenen Unterstand mit Schleppdach aus jüngerer Zeit. Dieser ist nicht Bestandteil des Denkmals. Im Obergeschoss sitzen zwei kleine Fenster. Das Haus wird durch den alten Mittelflur erschlossen. Die historische Holztüren (um 1800) sind erhalten. Zusammen mit dem eingetragenen Denkmal Marktstraße 33 belegt das Gebäude Marktstraße 35 den historischen Grundriss des Ortes Bracht, der in Bereich der Straßenführung weitgehend erhalten geblieben ist. Die beiden Wohnhäuser liegen als Teile kleiner Hofanlagen am Rande des alten Zentrums. Als authentische Bebauung aus dem 17. und 18. Jahrhundert sind sie von großer Bedeutung für die Orts- und Siedlungsgeschichte von Bracht. Das Gebäude Marktstraße 35 ist bedeutend für die Geschichte des Menschen und hier für die Orts- und Baugeschichte von Brüggen–Bracht. Für seine Erhaltung und Nutzung liegen daher wissenschaftliche, ortsgeschichtliche und architekturhistorische Gründe vor. | 1799                              | 25. März 1991      | 44              |
| Feuerwachturm                                          | Feuerwachturm                                          | Bracht Militärgelände BAD Bracht Karte              | Verfahren zur Unterschutzstellung läuft |                                   |                    | 61              |
| BW                                                     | Wohnhaus                                               | Brüggen Oebeler Heide 11 Karte                      | |                                   | 12. Juni 2015      | 63              |
| Wohnhaus                                               | Wohnhaus                                               | Brüggen Roermonder Straße 27 Karte                  | Bei der Villa Roermonder Straße 27 handelt es sich um ein gestalterisch aufwändiges, repräsentatives Wohnhaus des frühen 20. Jahrhunderts, das vermutlich 1910 für den ortsansässigen Dachziegelfabrikanten August Baehren errichtet wurde. Das Gebäude ist annähernd quadratisch und verfügt über zwei Vollgeschosse und ein ziegelgedecktes Walmdach mit Firstkamm. Es ist allseitig über einem Natursteinsockel verputzt. Gequadert abgesetzte Ecklisenen, ein schmales Sohlbankgesims und ein dekorativer Trauffries mit festonartigen Blattmotiven begrenzen die Ansichtsseiten und Geschosse. Nach vorne zur Straße überhöht ein geschweifter Zwerchgiebel mit Schmuckformen die Fassade. Der Hauseingang mit aufwändig ornamentierter alter Haustür mit Glaseinsätzen und Oberlicht befinden sich seitlich. Die Vorderfront wird von vier Fensterachsen hochrechteckiger Fenster mit einem dreiseitigen Erker in der linken Erdgeschosshälfte geprägt. Die Seitenfassaden sind ähnlich der Vorderfront gestaltet, allerdings mit weniger Fenstern. Die Fenster selbst sind zweiflügelig mit durch senkrechte Sprossen unterteiltem Oberlicht. Im Hausinnern sind der für Vollengebäuden aus dieser Zeit typische Grundriss und viele Ausstattungsdetails weitgehend unverändert geblieben. Hierzu gehören vor allem die originale Treppe, die Stuckdecken und zahlreiche alte Türen mit zugehörigen Gewänden. Der Keller besitzt eine Kappendecke. Zum Denkmal gehören neben dem Wohnhaus der Giebel des rückwärtigen Schuppens in den Schmuckformen des Haupthauses sowie die originale Vorgarteneinfriedung zur Roermonder Straße mit Schmuckgitter zwischen gemauerten Pfeilern. Die denkmalgeschützten Teile sind in der anliegenden Kartenausschnitt farbig gekennzeichnet. Das Denkmal bildet einen positiv prägenden Akzent an einer der Hauptstraßen des Ortes Brüggen. Es ist außen wie innen weitgehend original erhalten geblieben und besitzt daher einen hohen Zeugniswert für die Architektur des frühen 20. Jahrhunderts sowie die zeitgenössischen Verhältnisse des gehobenen Bürgertums. An seiner Erhaltung und Nutzung besteht daher aus wissenschaftlichen, insbesondere architektur- und sozialgeschichtlichen Gründen, sowie aus ortsgeschichtlichen Gründen ein öffentliches Interesse. | 1910                              | 24. Juli 2000      | 56              |
| Wegekapelle                                            | Wegekapelle                                            | Brüggen Oebel Karte                                 | Um 1910; verputzt in neugotischen Schmuckformen, Krüppelwalmdach mit Krabben, Kreuz mit Korpus und Madonna aus Gips. | um 1910                           | 11. März 1985      | 16              |
| ehem. Wortham Hall                                     | ehem. Wortham Hall                                     | Brüggen St.-Barbara-Straße 43 Karte                 | Die „Wortham Hall“ wurde 1953 als eine der ersten festen Unterkünfte für die Lagerarbeiter des 3 BAD erbaut. Bei dem Gebäude handelt es sich um eine in West-Ost-Richtung orientierte, langgestreckte Wellblechbaracke mit halbkreis-großem Tonnenquerschnitt. Die beiden glatten Giebelwände sind massiv aus Backstein errichtet und glatt verputzt. An der Südseite befinden sich vier unterschiedlich breite schleppgaubenartig aufgeklappte Fensterbänder mit Sprossenfenstern. Ebenfalls an der Südseite vor der westlichen Hallenhälfte befindet sich ein massiver, glatt verputzter Eingangsvorbau mit einfach abgeschleppter Übergiebelung und Flachdach. Der Eingang mit zweiflügeligem Tor wird von je einem schmalen, hochrechteckigen Fenster flankiert. In den letzten Jahren bis zum Abzug der Britischen Streitkräften wurde die Wortham Hall als Kinosaal und Schießhalle genutzt. Die „Wortham Hall“ ist bedeutend für die Geschichte des Menschen, weil sie eine abgeschlossene historische Epoche der jüngeren Geschichte und die seinerzeit gegebenen Lebensumstände in eindrucksvoll anschaulicher Weise dokumentiert. Sie ist darüber hinaus bedeutend für die Ortsgeschichte, weil das Gebäude als kennzeichnend für die langjährige Nutzung einer ganzen Region gesehen werden muss. Nach der Nutzung durch die Wehrmacht entstand hier in unmittelbarer Grenzbereich zu den Niederlanden im Rahmen der durch den Kalten Krieg gegebenen Erfordernisse ab 1948, als das 3 BAD von Liebenau nach Bracht verlegt wurde, auf einer Fläche von 12 km² das größte Munitionslager West-Europas. Für die Erhaltung der „Wortham Hall“ liegen wissenschaftliche Gründe vor, weil es sich hierbei um ein sozialgeschichtlich bedeutendes, weil persönliches Erinnerungsmal der hier arbeitenden bzw. in der Umgebung lebenden Personen handelt. Darüber hinaus wird durch dieses, aus der frühen Lagerzeit stammende Gebäude ein weithin unbekanntes Kapitel der westdeutschen Nachkriegsgeschichte lebendig, in der die Engländer als Besatzungsmacht am Niederrhein paramilitärische Arbeitstruppen aus Kriegsgefangenenlagern rekrutierten und diese für den Aufbau und den Betrieb ihrer militärischen Anlagen einsetzten. Das waren hier die 438 Mobile Civilian Labour Group (MCLG) und die 412 MCLG. Sie wohnten anfangs in einem Zeltlager, wurden im Winter 1952/53 in einer leerstehenden Zigarrenfabrik in Kaldenkirchen untergebracht und bezogen 1953 dann feste Unterkünfte im Lagerbereich, von denen die „Wortham Hall“ als letztes, weitgehend unverändert gebliebenes Beispiel erhalten ist. | 1953                              | 8. September 1999  | 54              |
| St.-Barbara-Kirche                                     | St.-Barbara-Kirche                                     | Brüggen St. Barbara Straße 43 Karte                 | Die St.-Barbara-Kirche (St.-Barbara-Church) wurde 1957–58 innerhalb des Kasernenbereiches des ehemaligen 3 Base Ammunition Depots (3 BAD) Brüggen-Bracht der britischen Streitkräfte errichtet. Es handelt sich um eine nach Westen orientiert, langgestreckte Wellblechbaracke mit leicht über-halbkreis-großem Tonnenquerschnitt. Der Innenraum wurde 1965 nach einem Brand erneuert. | 1957                              | 8. September 1999  | 55              |
| Wohnhaus „Villa Lucia“                                 | Wohnhaus „Villa Lucia“                                 | Bracht Stiegstraße 8 Karte                          | 1907 errichtete ehemalige Villa eines Ziegeleifabrikanten; zweigeschossiges Backsteingebäude in drei bzw. vier Achsen; zahlreiche Details und Ornamente im Mauerwerk; Rückseite mit Biberschwanzziegeln verkleidet; straßenseitiger eingeschossener Erker; rückwärtiger Flachdachanbau mit Terrasse; aufwändige, mit Zierformen ausgeschmückte Dachkonstruktion eingeschossiges, im Baustil des Hauptgebäudes errichtetes Nebengebäude straßenseitig schmiedeeiserne Grundstückeinfriedigung mit Backsteinmauersockel und -pfeilern. Das Gebäude einschließlich Nebenanlagen belegt die ehemalige Bedeutung und Finanzkraft der die Brachter Ortsteilgeschichte prägenden Ton- und Ziegelindustrie. Es ist bedeutend für die Geschichte der Menschen, insbesondere für die Orts- und Wirtschaftsgeschichte von Bracht. | 1907                              | 23. September 1991 | 47              |
| ehm. Vennmühle                                         | ehm. Vennmühle                                         | Brüggen Vennmühlenweg 24 Karte                      | 19. Jh. Wohnhaus, 2-geschossig in 4:2 Achsen, Backstein, geschlämmt, Walmdach. | 19. Jh.                           | 21. Juni 1990      | 41              |